# Adelajda Holandska
Adelaida Holandska ( nizozemsko Aleide (Aleidis); ok. 1230 – pokopana 9. aprila 1284), grofica Hainautska, je bila holandska regentka. Bila je hči holandskega grofa Florisa IV. in Matilde Brabantske. Bila je tudi sestra Viljema II. Holandskega, holanskega grofa in nemškega kralja. Delovala je kot regentka svojega nečaka grofa Florisa V. v času njegove mladoletnosti.

## Življenje
9. oktobra 1246 se je Adelajda poročila z Janezom I. Avesneškim, grofom Hainautskim. Tako kot njena mati je bila zavetnica verskih hiš. Njeno versko zanimanje se kaže v tem, da so trije njeni sinovi postali škofje, ena hčerka pa opatinja. Vztrajala je tudi pri dvojezičnem izobraževanju zanje.
Med letoma 1258 in 1263 je bila Adelajda regentka Holandije v imenu svojega nečaka Florisa V. Sama se je imenovala varuhinja Holandije in Zeelandije (Tutrix de Hollandie et Zeelandie). Po njegovi polnoletnosti mu je še naprej svetovala. Umrla je leta 1284 v Valenciennesu, toda leta 1299, s smrtjo Florisovega sina Janeza I., je njen lastni sin Janez II. po njej podedoval Holandijo.
Schiedamu je podelila mestne privilegije, ki je pozneje dobil pravico, da se imenuje mesto. V njem je ustanovila grad Te Riviere, ki je bil takrat drugi največji grad v Holandiji.
Ukazala je zgraditi Schielands Hoge Zeedijk, ki še danes varuje 3 milijone prebivalcev na širokem območju okoli Rotterdama.
Jacob van Maerlant je svojo prvo pesem, Geesten, posvetil Adelajdi.

## Potomci
Z Janezom I. je imela naslednje potomce:
1. Janez II.Holandski grof Hainautski in Holandski (1247–1304) [1]
2. Baldvin (rojen po 1247, živel 1299)
3. Ivana, opatinja v Flinesu (umrla 1304)
4. Burhard, škof v Metzu (1251–1296)
5. Guy, škof v Utrechtu (1253–1317)
6. Viljem, škof v Cambrai-ju (1254–1296)
7. Floris, zeelandski stadholder in ahajski princ (1255–1297)